# Zilora obscura
Zilora obscura är en skalbaggsart som först beskrevs av Fabricius 1807.  Zilora obscura ingår i släktet Zilora, och familjen brunbaggar. Arten har ej påträffats i Sverige.